# Apericena

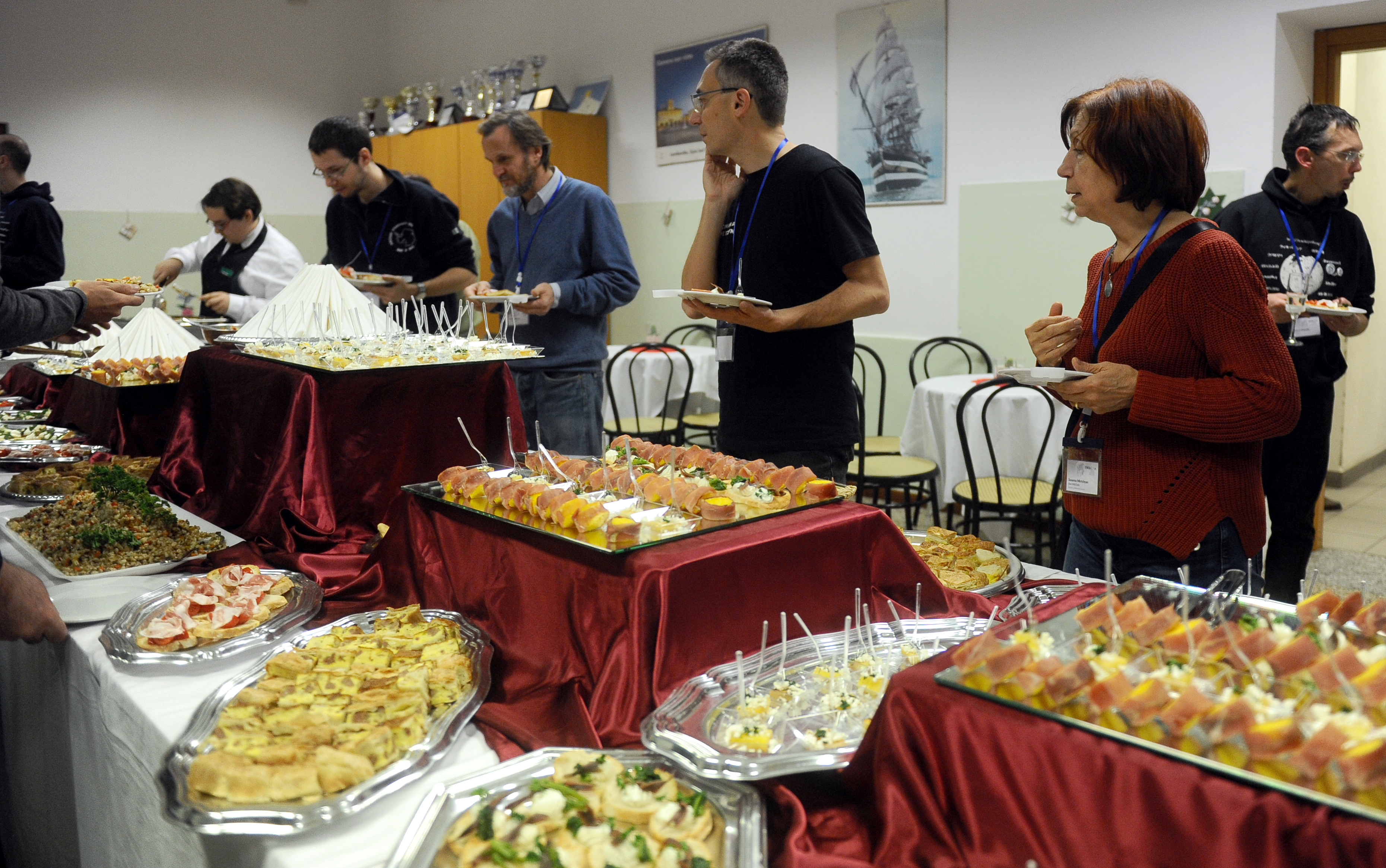
Esempio di apericena

L'apericena (parola macedonia nata dalla fusione di aperitivo e cena) è un neologismo che identifica un aperitivo effettuato come sostituto della cena o prima di essa, consistente nell'assunzione di stuzzichini dal gusto salato o dolce come salatini o tartare o assaggi di piatti e pietanze che si consumano solitamente nella modalità del buffet in ristoranti o locali notturni nell'orario serale della stessa.
Per la Treccani il lemma apericena è sia maschile che femminile (a preferenza), quindi sono corrette ambo le dizioni ("un apericena" o "un'apericena").

## Storia

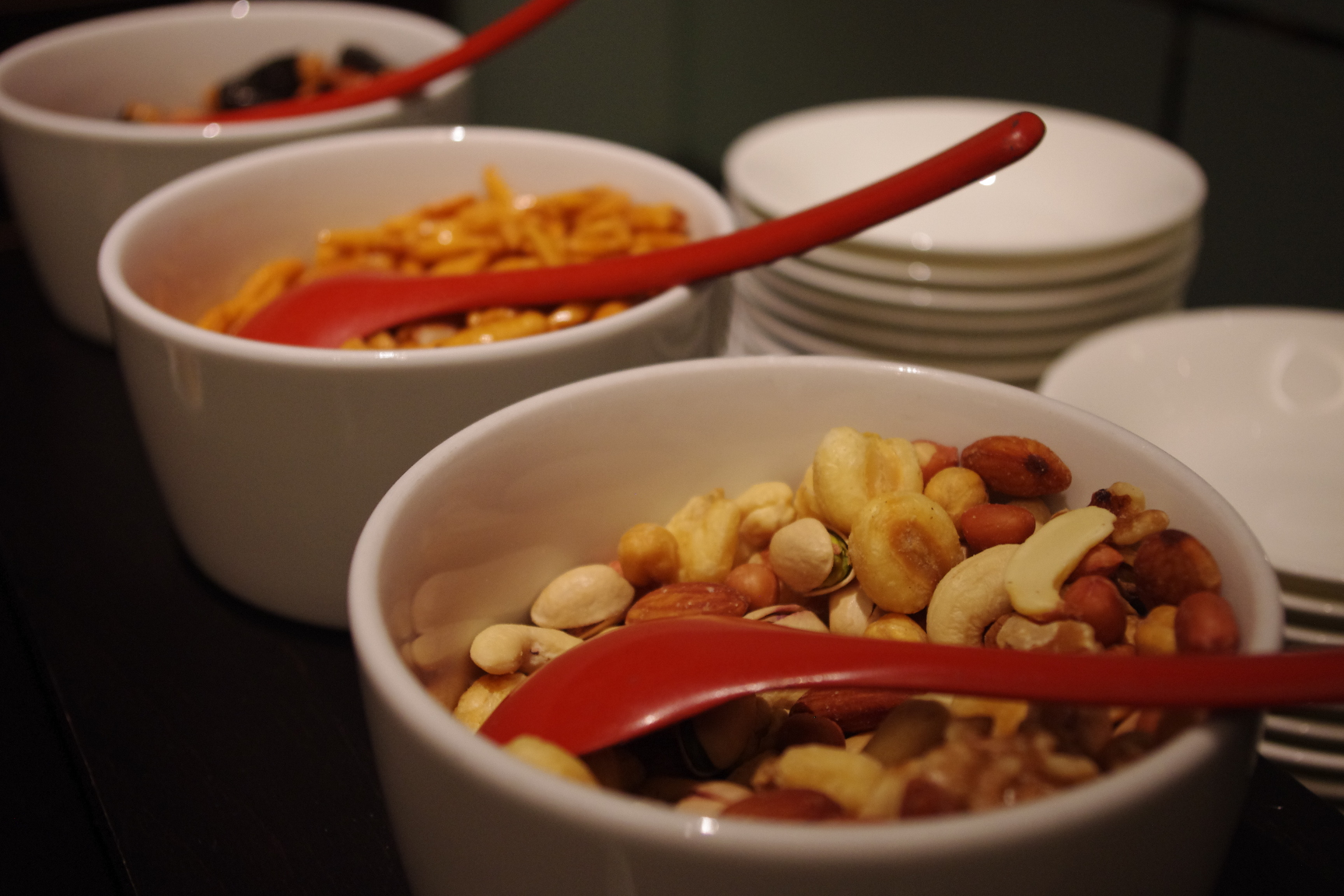
Apericena

L'apericena trova un antecedente nelle merende sinoire piemontesi: eventi in cui i contadini, tra l’inizio della primavera e la fine dell’estate, consumavano delle merende sostanziose con prodotti tipici prima di tornare a casa. La merenda sinoira è una tradizione tutt'oggi viva nelle osterie piemontesi, che la ripropongono sotto forma di aperitivo.
Stando alle fonti, sarebbe stato l'imprenditore di Milano Vinicio Valdo a ideare l'apericena durante la metà degli novanta. Per incitare le persone a bere nel suo locale, Valdo allestì dei buffet nel corso degli aperitivi, ideando così il cosiddetto "aperitivo alla milanese" che sarebbe diventato l'odierno apericena. Dopo essersi diffuso in altri contesti del Nord Italia, la tendenza si diffuse in tutta la penisola toccando principalmente le città.
Nella seconda metà degli anni 2010 questa è diventata un'usanza e un fenomeno sociale e di costume estremamente diffuso, soprattutto tra i giovani. Gli apericena sono anche tipici in Francia, ove prendono il nome di apéritif dînatoire.